# Кошкин, Владимир Николаевич
Владимир Николаевич Кошкин (1909 — 1981) — советский полярник и ученый, кандидат географических наук, доцент, начальник ЛВИМУ им. адмирала С. О. Макарова (1954—1966).

## Образование
Окончил Географический факультет Ленинградского государственного университета (1932 г.).

## Профессиональная деятельность и военная служба
С 1932 по 1950 гг. работал в Арктическом научно-исследовательском институте, исполнял обязанности научного сотрудника, начальника службы льда и погоды, ученого секретаря НИИ.
Участвовал и руководил экспедициями в Арктике, в 1941 г. работал гидрологом, начальником экспедиции на г/с «Темп» в Восточно-Сибирском море. В 1942 г. возглавлял экспедиции на г/с «Темп» и г/с "Смольный в Чукотском море и Беринговом проливе.
Ветеран Великой Отечественной войны, принимал участие в обороне Полярных конвоев и обороне Советского Заполярья. Воинское звание — капитан 3 ранга.

## Преподавательская и административная работа в высшей школе
С 1950 по 1954 год возглавлял Высшее арктическое морское училище имени адмирала С. О. Макарова Главного управления Северного морского пути при Совете Министров СССР затем, в 1954—1966 гг. являлся начальником Ленинградского высшего инженерного морского училища имени адмирала С. О. Макарова.
С 1966 г. по 1979 г. — доцент кафедры гидрографии моря, кафедры экономики морского транспорта и морского права ЛВИМУ им. адм. С. О. Макарова.

## Труды
Антонов В. С., Золотов А. Н., Кошкин В. Н., Визе В. Ю. Материалы по изучению приливов арктических морей СССР. Труды Арктического института. Т. 81. Л.: — Издательство Главного Управления Северного морского пути, 1937.

## Награды
- орден Красной Звезды[9]
- орден «Знак Почёта» (03.05.1940) — «за выдающиеся заслуги в деле освоения Северного Морского Пути и районов Крайнего Севера, а также за образцовую и самоотверженную работу в период арктических навигаций 1938 и 1939 годов»
- медаль «За оборону Советского Заполярья»
- медаль «За победу над Германией в Великой Отечественной войне 1941—1945 гг.»
- Почетный работник морского флота СССР
- Почетный полярник

## В воспоминаниях
- Известный советский и российский полярник, Герой Советского Союза и Герой России, выпускник ЛВИМУ им. С. О. Макарова А. Н. Чиллингаров вспоминает о личном участии начальника училища в выборе его профессионального пути[10][11][12]:

После школы я два года работал на Балтийском заводе слесарем-монтажником и решил продолжить свое обучение на судомеханическом факультете училища. Но не прошел по конкурсу. Схимичили члены избирательной комиссии, не учтя мой рабочий стаж. И я, будучи уверенным, что со мной поступили не совсем по совести, пошел к начальнику училища. Его звали Владимир Николаевич Кошкин. А училище называли «Кошкин дом». Он сказал, что меня могут принять только на арктический факультет. Я совершенно искренне поинтересовался, что это такое. Он ответил, что сам окончил этот факультет. Я тогда уже немного нагловато сказал, что по крайней мере буду начальником этого училища. Кошкин сделал квадратные глаза — не ожидал он, что я буду таким напористым.
- Известный полярник, ветеран полярной гидрографии, начальник Гидрометерологического факультета ВАМУ им. адмирала С. О. Макарова в 1950—1953 гг .В. В. Дремлюг, член-корреспондент РАН, доктор технических наук, профессор А. Е. Сазонов упоминают в своих автобиографиях В. Н. Кошкина[3][13].